# Nuevo Ojite
Nuevo Ojite är en ort i Mexiko.   Den ligger i kommunen Espinal och delstaten Veracruz, i den sydöstra delen av landet, 190 km nordost om huvudstaden Mexico City. Nuevo Ojite ligger 73 meter över havet och antalet invånare är 183.
Terrängen runt Nuevo Ojite är huvudsakligen platt, men åt sydost är den kuperad. Runt Nuevo Ojite är det ganska tätbefolkat, med 72 invånare per kvadratkilometer. Närmaste större samhälle är Coyutla, 19,4 km väster om Nuevo Ojite. Omgivningarna runt Nuevo Ojite är en mosaik av jordbruksmark och naturlig växtlighet.